# 1986 في الجزائر
فيما يلي قوائم الأحداث التي وقعت خلال عام 1986 في الجزائر.

## ظهور
- 1 يناير – إيفري

## مواليد

### يناير
- 14 يناير – سعد تجار لاعب كرة قدم جزائري.

### فبراير
- 2 فبراير – ليديا اولمو

### مارس
- 17 مارس – عبد المالك رحو ملاكم جزائري.
- 18 مارس – مراد برفان لاعب كرة قدم جزائري.

### أبريل
- 11 أبريل – بوعزة فاهم لاعب كرة قدم جزائري.
- 16 أبريل – نصر الدين خوالد لاعب كرة قدم جزائري.

### مايو
- 17 مايو – محمد بلال رايت لاعب كرة قدم جزائري.
- 27 مايو – كريم هندو لاعب كرة قدم جزائري.

### يوليو
- 8 يوليو – كنزة فرح مغنية فرنسية.
- 8 يوليو – مليك عسله لاعب كرة قدم جزائري.
- 12 يوليو – عبد الله شبيرة لاعب كرة قدم جزائري.

### أغسطس
- 5 أغسطس – عز الدين دوخة لاعب كرة قدم جزائري.
- 11 أغسطس – مختار بن موسى لاعب كرة قدم جزائري.

### سبتمبر
- 2 سبتمبر – رفيق حليش لاعب كرة قدم جزائري.
- 26 سبتمبر – عبد الحفيظ بن شبلة ملاكم جزائري.

### ديسمبر
- 12 ديسمبر – عبد القادر شادي ملاكم جزائري.

## وفيات

### يناير
- 1 يناير – توهامي توهامي (مواليد 1919)

### فبراير
- 6 فبراير – محيى الدين بشطارزي (مواليد 1897)
- 28 فبراير – ميشيل بروسو (مواليد 1913) لاعب كرة قدم فرنسي.